# Пиргерешть
Пиргерешть, Пиргерешті (рум. Pârgărești) — село у повіті Бакеу в Румунії. Адміністративний центр комуни Пиргерешть.
Село розташоване на відстані 206 км на північ від Бухареста, 41 км на південний захід від Бакеу, 123 км на південний захід від Ясс, 140 км на північний захід від Галаца, 104 км на північний схід від Брашова.

## Населення
За даними перепису населення 2002 року у селі проживали 1047 осіб. Рідною мовою 1043 особи (99,6%) назвали румунську.
Національний склад населення села:
| Національність | Кількість осіб | Відсоток |
| -------------- | -------------- | -------- |
| румуни         | 1039           | 99,2%    |
| угорці         | 8              | 0,8%     |